# Like I Do (песня Давида Гетта, Мартина Гаррикса и Brooks)
«Like I Do» — песня французского музыкального продюсера Давида Гетта и голландских музыкальных продюсеров Мартина Гаррикса и Brooks. Авторам выступили Талай Райли, Шон Дуглас, Ник Сили, Роберт Бергин и её продюсеры Гетта, Гаррикс, Brooks и Джорджио Тутнфорт. Она была выпущена 22 февраля 2018 года лейблом What a Music как второй сингла альбома Гетта 7.

## Предыстория
Вот что рассказал Гетта о песне: «Когда мы попали в студию, мы уже работали над несколькими композициями. После того, как мы увидели отличный отклик на песню „So Far Away“ мы решили сделать это, Мы сразу же выпустим вместе ещё одну композицию». Гаррикс добавил: «Давид — легенда. Я очень уважаю его как артиста, и я очень рад, что мы смогли выпустить ещё одну композицию вместе с удивительным Brooks, с которым я ранее работал. Я думаю, что он один из самых талантливых продюсеров».

## Выход и продвижение
Гетта выпустил песню на фестивале TimeOut72 Festival на Гоа, Индия. 14 февраля 2018 года Гетта и Brooks выпустили тизер на песню. Совместно с приложением Soonvibes был проведён конкурс ремиксов на песню, победители были выбраны в рамках официальных ремиксов.

## Композиция
«Like I Do» — композиция жанра фьюче-хаус и EDM с вокзалом Талая Райли. Она смешивает элементы фьюче-баунса попа с «тяжелым басом и битом, готовым к танцполу». В начальных строках голос поднимается «над мерцающими синтезаторами и шипящим производством», прежде чем создать «хор, достойный ушных червей». По словам Кита Бина из Billboard, песня — «забавная смесь валторна и баса, которая является фанковой».

## Отзывы критиков
Обозреватель Your EDM рассматривали песню как «замечательно мелодичный новый релиз, который является верным радиохитом с EDM-дружественным падением, которое оценят поклонники и Гаррикса и Brooks». Майк Нид из Idolator назвал сотрудничество «освежающим», считая песню «смешением всех их соответствующих звуков».

## Список композиций
- Digital download[12]

1. "Like I Do" – 3:22

- Digital download – remixes[13]

1. "Like I Do" (Dasko & Agrero remix) – 2:58
2. "Like I Do" (Upsilone remix) – 2:50
3. "Like I Do" (Jumpexx remix) – 4:07
4. "Like I Do" (Foxa and Conor Ross remix) – 3:43
5. "Like I Do" (Edson Faiolli remix) – 5:10

## Участники записи
Согласно Tidal.
- Давид Гетта – композитор, производство, программирование
- Мартин Гаррикс – композитор, производство, программирование
- Brooks – композитор, производство, мастеринг-инженер, микширование, программирование
- Талай Райли – композитор, бэк-вокал
- Джорджио Туинфорт – композитор, производство, программирование
- Шон Дуглас – композитор
- Ник Сили – композитор, клавишные
- Роберт Бергин – композитор
- The Pianoman – ток-бокс

## Чарты
| Чарт (2018)                                | Высшая позиция |
| ------------------------------------------ | -------------- |
| Australia (ARIA)                           | 73             |
| Австрия (Ö3 Austria Top 40)                | 20             |
| Бельгия/Фландрия (Ultratop 50)             | 42             |
| Бельгия/Валлония (Ultratip Bubbling Under) | 2              |
| Чехия (Singles Digitál Top 100)            | 30             |
| Канада (Billboard Canadian Hot 100)        | 74             |
| Дания (Tracklisten)                        | 35             |
| Финляндия (Suomen virallinen lista)        | 18             |
| Франция (SNEP)                             | 31             |
| Германия (GfK)                             | 23             |
| Венгрия (Dance Top 40)                     | 21             |
| Венгрия (Rádiós Top 40)                    | 11             |
| Венгрия (Single Top 40)                    | 38             |
| Венгрия (Stream Top 40)                    | 15             |
| Ирландия (IRMA)                            | 26             |
| Италия (FIMI)                              | 75             |
| Нидерланды (Dutch Top 40)                  | 13             |
| Нидерланды (Single Top 100)                | 21             |
| Норвегия (VG-lista)                        | 9              |
| Польша (Polish Airplay Top 100)            | 24             |
| Poland (Video Chart)                       | 4              |
| Португалия (AFP)                           | 61             |
| Шотландия (OCC Scotland)                   | 62             |
| Словакия (Singles Digitál Top 100)         | 34             |
| Швеция (Sverigetopplistan)                 | 15             |
| Швейцария (Schweizer Hitparade)            | 22             |
| Великобритания (OCC UK Dance)              | 3              |
| Великобритания (OCC UK Singles)            | 29             |
| США (Billboard Dance Club Songs)           | 34             |
| США (Billboard Hot Dance/Electronic Songs) | 8              |

| Чарт (2018)                               | Позиция |
| ----------------------------------------- | ------- |
| Denmark (Tracklisten)                     | 94      |
| France (SNEP)                             | 134     |
| Hungary (Dance Top 40)                    | 61      |
| Netherlands (Dutch Top 40)                | 83      |
| Netherlands (Single Top 100)              | 79      |
| Sweden (Sverigetopplistan)                | 55      |
| US Hot Dance/Electronic Songs (Billboard) | 33      |

## Сертификации
| Регион                                                                      | Сертификация | Продажи |
| --------------------------------------------------------------------------- | ------------ | ------- |
| Австрия (IFPI Austria)                                                      | Золотой      | 15 000  |
| Канада (Music Canada)                                                       | Платиновый   | 80 000  |
| Дания (IFPI Danmark)                                                        | Платиновый   | 90 000  |
| Франция (SNEP)                                                              | Платиновый   | 200 000 |
| Германия (BVMI)                                                             | Золотой      | 200 000 |
| Италия (FIMI)                                                               | Платиновый   | 50 000  |
| Новая Зеландия (RMNZ)                                                       | Золотой      | 15 000  |
| Норвегия (IFPI Norway)                                                      | Платиновый   | 60 000  |
| Польша (ZPAV)                                                               | Платиновый   | 20 000  |
| Испания (PROMUSICAE)                                                        | Золотой      | 30 000  |
| Великобритания (BPI)                                                        | Золотой      | 400 000 |
| США (RIAA)                                                                  | Золотой      | 500 000 |
| Данные о продажах + прослушиваниях приведены только на основе сертификации. |              |         |

## История релиза
| Region  | Date             | Format           | Version  | Label        | Ref.   |
| ------- | ---------------- | ---------------- | -------- | ------------ | ------ |
| Various | 22 February 2018 | Digital download | Original | What a Music | [ 12 ] |
| Various | 8 June 2018      | Digital download | Remixes  | What a Music | [ 13 ] |

## Внешние ссылки
- Лирик-видео на YouTube